# Dobrota
Dobrota (cyr. Доброта) – miasto w Czarnogórze, w gminie Kotor. W 2011 roku liczyło 8189 mieszkańców.
Leży na wschodnim wybrzeżu Zatoki Kotorskiej. Pierwsza historyczna wzmianka pochodzi z 1260 roku.